# Le Grand Chalon
Pour les articles homonymes, voir Chalon.
Le Grand Chalon est une communauté d'agglomération (EPCI) française, située dans le département de Saône-et-Loire en région Bourgogne-Franche-Comté. Son siège est à Chalon-sur-Saône.

## Historique
Le 1er janvier 1994 est créée la CCCVB (communauté de communes de Chalon Val de Bourgogne) qui regroupe 17 communes des alentours : Chalon-sur-Saône, Champforgeuil, Châtenoy-le-Royal, Demigny, Dracy-le-Fort, Farges-lès-Chalon, Fontaines, Givry, La Charmée, Lessard-le-National, Marnay, Oslon, Saint-Marcel, Saint-Rémy, Saint-Loup-de-Varennes et Varennes-le-Grand.
Le 1er janvier 1996, Épervans et Sevrey intègrent l'intercommunalité. Puis, le 1er janvier 1997, c'est au tour de Sassenay.
Le 1er janvier 2001, avec l'arrivée de Châtenoy-en-Bresse, Crissey, Fragnes, Gergy, La Loyère, Lans, Lux et Virey-le-Grand, la communauté de communes devient une communauté d'agglomération, ce qui lui permet de se doter de compétences et de moyens renforcés, et de mettre en place la TPU (Taxe professionnelle unique) pour une meilleure égalité entre les communes en matière d'implantation d'entreprises.
En janvier 2004, c'est l'entrée de 10 nouvelles communes de la Côte chalonnaise : Barizey, Charrecey, Jambles, Mellecey, Mercurey, Saint-Denis-de-Vaux, Saint-Désert, Saint-Jean-de-Vaux, Saint-Mard-de-Vaux et Saint-Martin-sous-Montaigu.
En 2004, la communauté d’agglomération Chalon Val de Bourgogne, nommée désormais Le Grand Chalon, regroupe sur son territoire de 429 km2, 38 communes avec environ 110 000 habitants.
Au 1er janvier 2008, Rully, situé en Côte Chalonnaise, devient la 39e commune du Grand Chalon.
Le 1er janvier 2014, Allerey-sur-Saône et Chaudenay rejoignent Le Grand Chalon alors que Charrecey et Saint-Ambreuil le quittent. En raison d'un litige avec la communauté d'agglomération Beaune, Côte et Sud, l'adhésion de la commune de Chaudenay est reportée.
Le 1er janvier 2017, avec la mise en place du nouveau schéma départemental de coopération intercommunale, la communauté d'agglomération est étendue à la commune de Saint-Loup-Géanges, ancienne commune isolée, et aux communes issues de la dissolution de la communauté de communes Des Monts et des Vignes : Aluze, Bouzeron, Chamilly, Charrecey, Chassey-le-Camp, Cheilly-lès-Maranges, Dennevy, Remigny, Saint-Bérain-sur-Dheune, Saint-Gilles, Saint-Léger-sur-Dheune, Saint-Sernin-du-Plain et Sampigny-lès-Maranges.

## Territoire communautaire

### Composition
La communauté d'agglomération est composée des 51 communes suivantes :

| Nom                        | Code Insee | Gentilé           | Superficie (km2) | Population (dernière pop. légale) | Densité (hab./km2) |
| -------------------------- | ---------- | ----------------- | ---------------- | --------------------------------- | ------------------ |
| Chalon-sur-Saône (siège)   | 71076      | Chalonnais        | 15,22            | 44 592 (2022)                     | 2 930              |
| Allerey-sur-Saône          | 71003      | Alleriens         | 16,42            | 809 (2022)                        | 49                 |
| Aluze                      | 71005      | Aluziens          | 6,01             | 244 (2022)                        | 41                 |
| Barizey                    | 71019      | Barizéens         | 5,58             | 139 (2022)                        | 25                 |
| Bouzeron                   | 71051      | Bouzeronnais      | 3,7              | 134 (2022)                        | 36                 |
| Chamilly                   | 71078      | Chamilliacois     | 4,7              | 147 (2022)                        | 31                 |
| Champforgeuil              | 71081      | Champforgeuillais | 7,29             | 2 616 (2022)                      | 359                |
| La Charmée                 | 71102      | Charmillats       | 13,95            | 680 (2022)                        | 49                 |
| Charrecey                  | 71107      | Charcycois        | 5,48             | 330 (2022)                        | 60                 |
| Chassey-le-Camp            | 71109      | Chasséens         | 8,62             | 365 (2022)                        | 42                 |
| Châtenoy-en-Bresse         | 71117      | Châtenoyens       | 6,69             | 1 098 (2022)                      | 164                |
| Châtenoy-le-Royal          | 71118      | Chatenoyens       | 12,55            | 6 205 (2022)                      | 494                |
| Cheilly-lès-Maranges       | 71122      | Cheillais         | 7                | 538 (2022)                        | 77                 |
| Crissey                    | 71154      | Crissotins        | 10,97            | 2 473 (2022)                      | 225                |
| Demigny                    | 71170      | Demignois         | 29,63            | 1 769 (2022)                      | 60                 |
| Dennevy                    | 71171      | Denneviens        | 4,62             | 299 (2022)                        | 65                 |
| Dracy-le-Fort              | 71182      | Dracysiens        | 6,36             | 1 471 (2022)                      | 231                |
| Épervans                   | 71189      | Épervanais        | 12,5             | 1 642 (2022)                      | 131                |
| Farges-lès-Chalon          | 71194      |                   | 3,94             | 819 (2022)                        | 208                |
| Fontaines                  | 71202      | Fontanais         | 24,73            | 1 845 (2022)                      | 75                 |
| Fragnes-La Loyère          | 71204      |                   | 9,63             | 1 434 (2022)                      | 149                |
| Gergy                      | 71215      | Gergotins         | 38,84            | 2 569 (2022)                      | 66                 |
| Givry                      | 71221      | Givrotins         | 26,03            | 3 623 (2022)                      | 139                |
| Jambles                    | 71241      | Gemulois          | 8,25             | 475 (2022)                        | 58                 |
| Lans                       | 71253      | Lanniaux          | 8,11             | 945 (2022)                        | 117                |
| Lessard-le-National        | 71257      | Essartois         | 10,56            | 662 (2022)                        | 63                 |
| Lux                        | 71269      |                   | 6,18             | 1 902 (2022)                      | 308                |
| Marnay                     | 71283      |                   | 5,08             | 534 (2022)                        | 105                |
| Mellecey                   | 71292      | Mellecéens        | 14,23            | 1 311 (2022)                      | 92                 |
| Mercurey                   | 71294      | Mercuréens        | 15,44            | 1 217 (2022)                      | 79                 |
| Oslon                      | 71333      | Oslonnais         | 4,76             | 1 221 (2022)                      | 257                |
| Remigny                    | 71369      |                   | 2,45             | 411 (2022)                        | 168                |
| Rully                      | 71378      |                   | 15,61            | 1 581 (2022)                      | 101                |
| Saint-Bérain-sur-Dheune    | 71391      | San-Bérinois      | 12,67            | 542 (2022)                        | 43                 |
| Saint-Denis-de-Vaux        | 71403      | Dionysiens        | 3,71             | 275 (2022)                        | 74                 |
| Saint-Désert               | 71404      | Désiréens         | 4,99             | 898 (2022)                        | 180                |
| Saint-Gilles               | 71425      |                   | 3,64             | 281 (2022)                        | 77                 |
| Saint-Jean-de-Vaux         | 71430      | Vallijeannois     | 2,26             | 389 (2022)                        | 172                |
| Saint-Léger-sur-Dheune     | 71442      | Léodégariens      | 12,16            | 1 554 (2022)                      | 128                |
| Saint-Loup-de-Varennes     | 71444      | Saint-Lupéens     | 8,32             | 1 249 (2022)                      | 150                |
| Saint-Loup-Géanges         | 71443      |                   | 25,72            | 1 643 (2022)                      | 64                 |
| Saint-Marcel               | 71445      | San-Marciaux      | 10,17            | 6 211 (2022)                      | 611                |
| Saint-Mard-de-Vaux         | 71447      | Vallimédartiens   | 6,63             | 267 (2022)                        | 40                 |
| Saint-Martin-sous-Montaigu | 71459      | Acimontimartinois | 3,65             | 328 (2022)                        | 90                 |
| Saint-Rémy                 | 71475      |                   | 10,38            | 6 476 (2022)                      | 624                |
| Saint-Sernin-du-Plain      | 71480      |                   | 14,45            | 604 (2022)                        | 42                 |
| Sampigny-lès-Maranges      | 71496      |                   | 2,7              | 134 (2022)                        | 50                 |
| Sassenay                   | 71502      | Sénochois         | 18,91            | 1 601 (2022)                      | 85                 |
| Sevrey                     | 71520      |                   | 8,44             | 1 208 (2022)                      | 143                |
| Varennes-le-Grand          | 71555      | Varnois           | 19,08            | 2 287 (2022)                      | 120                |
| Virey-le-Grand             | 71585      | Virois            | 12,65            | 1 393 (2022)                      | 110                |

### Démographie
| 1968   | 1975    | 1982    | 1990    | 1999    | 2008    | 2013    | 2018    |
| ------ | ------- | ------- | ------- | ------- | ------- | ------- | ------- |
| 90 865 | 104 395 | 107 866 | 110 447 | 110 608 | 112 441 | 113 269 | 113 869 |

## Administration

### Siège
Le siège de la communauté d'agglomération est situé à Chalon-sur-Saône.

### Conseil communautaire
Le conseil communautaire de la communauté d'agglomération se compose de 94 conseillers, représentant chacune des communes membres et élus pour une durée de six ans.
Ils sont répartis comme suit :
| Nombre de conseillers | Communes                                    |
| --------------------- | ------------------------------------------- |
| 34                    | Chalon-sur-Saône                            |
| 4                     | Châtenoy-le-Royal, Saint-Marcel, Saint-Rémy |
| 2                     | Givry                                       |
| 1 (+1 suppléant)      | les 46 autres communes                      |

### Présidence
Le 7 juillet 2020, le conseil communautaire a élu comme président Sébastien Martin, conseiller municipal de Chalon-sur-Saône, ainsi que 14 vice-présidents, 6 conseillers délégués et 8 autres conseillers communautaires pour constituer le bureau communautaire.
| Période                                  | Période                      | Identité           | Étiquette | Qualité                                                       |
| ---------------------------------------- | ---------------------------- | ------------------ | --------- | ------------------------------------------------------------- |
| Les données manquantes sont à compléter. |                              |                    |           |                                                               |
| 2004                                     | 2008                         | Dominique Juillot  | UMP       | Maire de Mercurey (1995 → ), Député (2002 → 2007).            |
| 2008                                     | 2014                         | Christophe Sirugue | PS        | Maire de Chalon-sur-Saône (2008 → 2014), Député (2007 → 2016) |
| 2014                                     | En cours (au 7 juillet 2020) | Sébastien Martin   | LR        | Conseiller municipal de Chalon-sur-Saône (2014 → )            |

### Régime fiscal et budget
Le régime fiscal de la communauté d'agglomération est la fiscalité professionnelle unique (FPU).